# Macroditassa marianae
Macroditassa marianae är en oleanderväxtart som beskrevs av J. Fontella Pereira och M. V. Ferreira. Macroditassa marianae ingår i släktet Macroditassa och familjen oleanderväxter. Inga underarter finns listade i Catalogue of Life.